# Acacia anarthros
Acacia anarthros là một loài thực vật có hoa thuộc họ Đậu.